# Premoli (cognome)
Premoli è un cognome di lingua italiana.

## Varianti
Il cognome non presenta varianti.

## Origine e diffusione
Cognome tipicamente centro-settentrionale, è presente prevalentemente in Lombardia.
Potrebbe derivare dal toponimo Premolo o dal prenome Primo, risultando in quest'ultimo caso variante del cognome Primo.

## Persone
- Anna Premoli (1980) – scrittrice croata, con cittadinanza italiana
- Augusto Premoli (1911-2004) – politico e giornalista italiano
- Flavio Premoli (1949) – tastierista, compositore e cantante italiano